# 蘇珊娜·松
蘇珊娜·松（英語：Suzanna Son，1995年10月31日—）是一名美國女演員。她最知名的作品是西恩·貝克指導的2021年電影《紅色火箭》。

## 早年生活
蘇珊娜·松出生於蒙大拿州漢彌爾頓，成長於華盛頓州。她就讀科尼什藝術學院，主修古典樂並學習聲樂，後轉修音樂戲劇。大學退學後，她前往紐西蘭學習毛利舞蹈六個月。

## 職業生涯
2018年，自紐西蘭回國後，蘇珊娜·松搬去洛杉磯參加試鏡，抵達幾天後在電影院外被導演西恩·貝克邀請試鏡他的新作品，然而正式試鏡待到兩年後才開始。《紅色火箭》是她的第一部電影長片。2021年11月，她被選為山姆·雷文森和威肯的HBO電視劇《The Idol》的主要演員之一。2022年4月，她退出該劇組。同年8月，蘇珊娜·松回歸主要演員陣容。

## 作品

### 電影
| 年份 | 標題     | 角色       | 備註 |
| ---- | -------- | ---------- | ---- |
| 2021 | 紅色火箭 | Strawberry | 主角 |

### 電視劇
| 年份 | 標題     | 角色 | 備註     |
| ---- | -------- | ---- | -------- |
| 2023 | The Idol | 未知 | 主要角色 |

## 外部連結
- 蘇珊娜·松在互联网电影资料库（IMDb）上的資料（英文）